# Stomorska

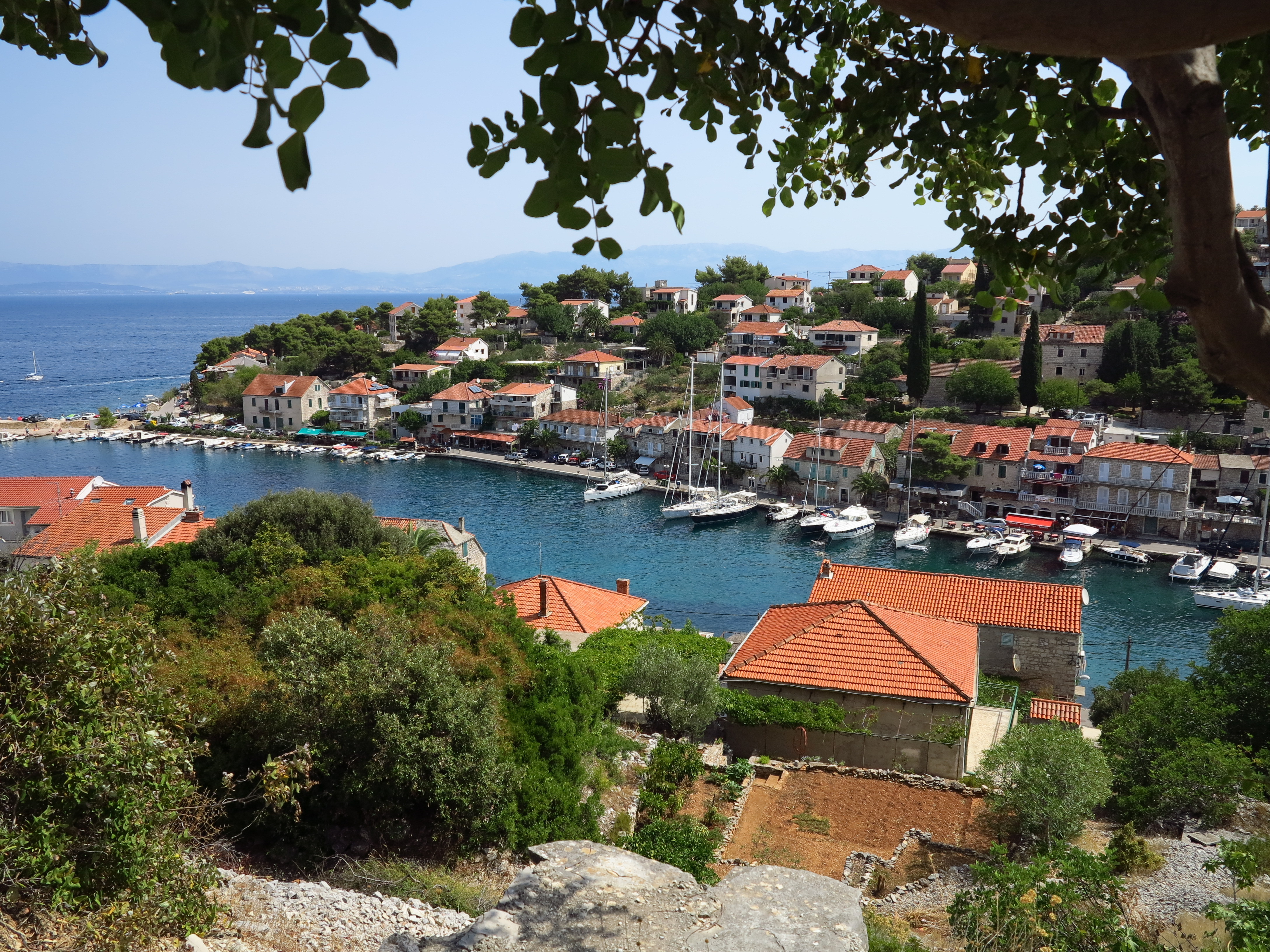
Östliche Buchtseite

Stomorska ist ein Ort und eine Katastralgemeinde auf der Insel bzw. Gemeinde Šolta in der kroatischen Gespanschaft Split-Dalmatien in der Adria gegenüber von Split westlich von Brač. Stomorska ist der älteste Hafenort von Šolta und hat 241 Einwohner. Er ist gastronomisch gut erschlossen und hat einen Yachthafen.

## Geografie

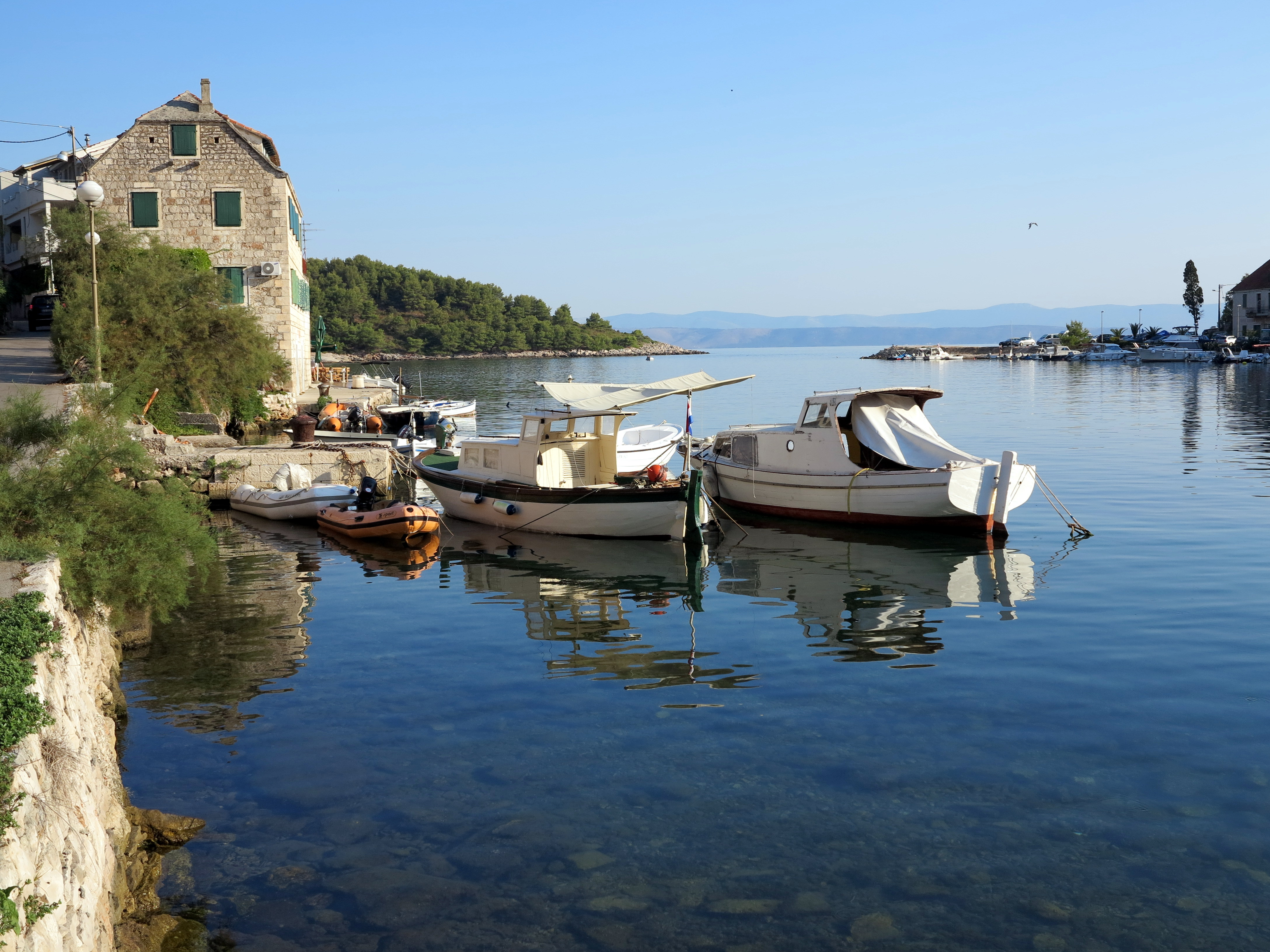
Hafen

Das Dorf ist mit dem Festland (Split) über Katamaranfähren verbunden. Autofähren legen im elf Kilometer entfernten Rogač an. Stomorska liegt im östlichen Teil der Insel in einer engeren Bucht an der Nordküste und bildet den Endpunkt der Staatsstraße D111. Zur Katastralgemeinde gehört das Gebiet um den Hafenort sowie einige kleinere Buchten an der Nordküste Richtung Osten bis Gornja Krušica.

## Wirtschaft

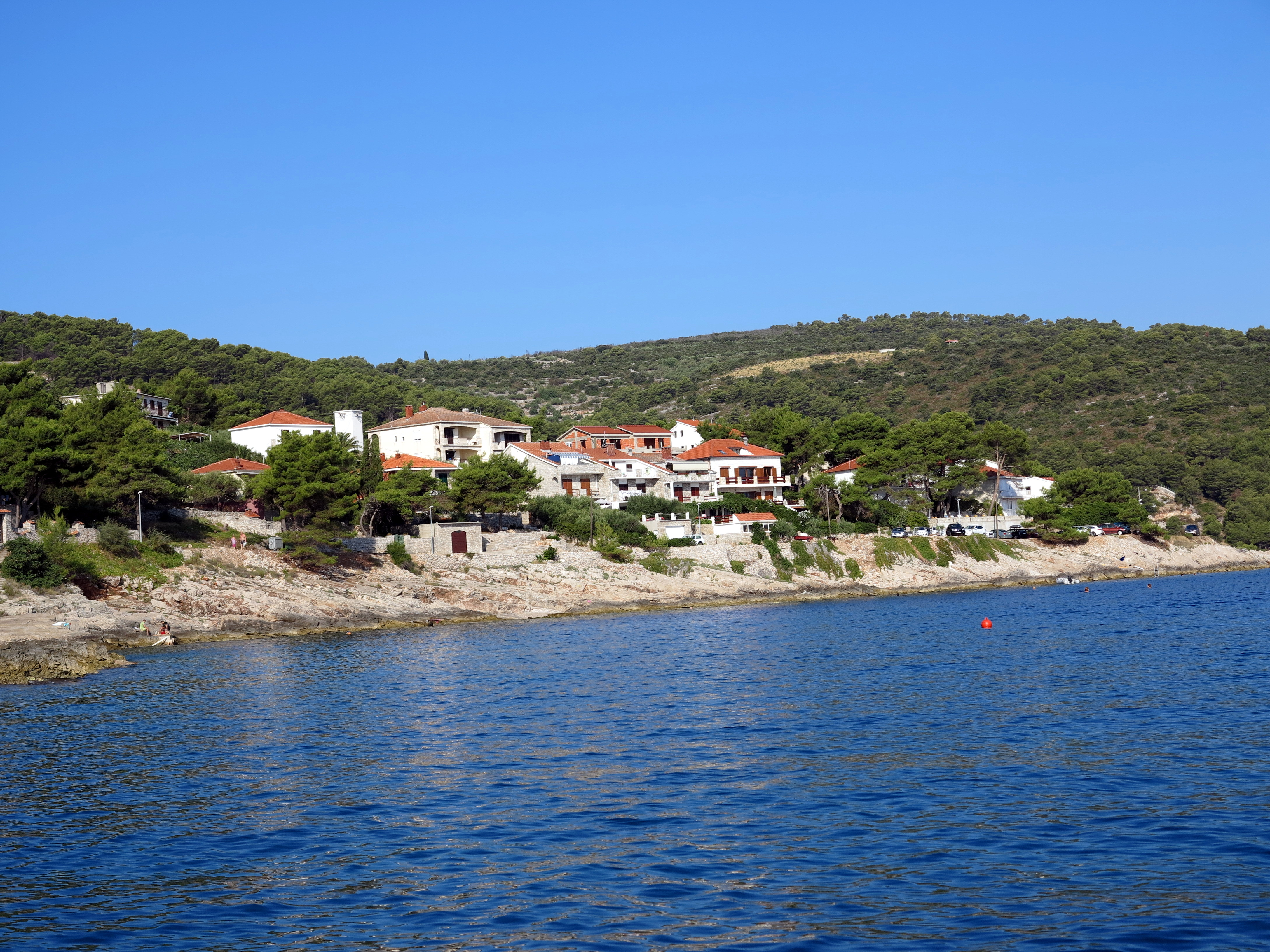
Zweitwohnsitze

Die Insel war vom 14. Jahrhundert bis 1905 im Besitz des Adels von Split bzw. der katholischen Kirche. Die Nähe zur Stadt, ca. 17 km mit dem Schiff, prädestinierte die Insel zu einem wichtigen Lieferanten für Holz, Kalk, Fleisch, Fisch, Öl, Wein, Mandeln, Johannisbrot, Feigen und Honig. Olivenöl und Wein wurden mit hölzernen Seglern bis nach Italien exportiert. Einige der Schiffe sind erhalten geblieben. Wie das Hinterland um Gornje Selo war der Ort wegen der Kalkbrennerei berühmt. Am Westufer der Bucht ist noch ein alter Kalkofen zu sehen, der 1916 errichtet wurde. Heute leben hier noch einige Fischer und Seeleute. Der Haupteinkommenszweig ist der Tourismus. Der Ort verfügt über eine gute gastronomische Infrastruktur. Insbesondere von der Ostseite der Bucht entlang der Nordküste gibt es bereits viele Zweitwohnsitze und Apartments.

## Geschichte

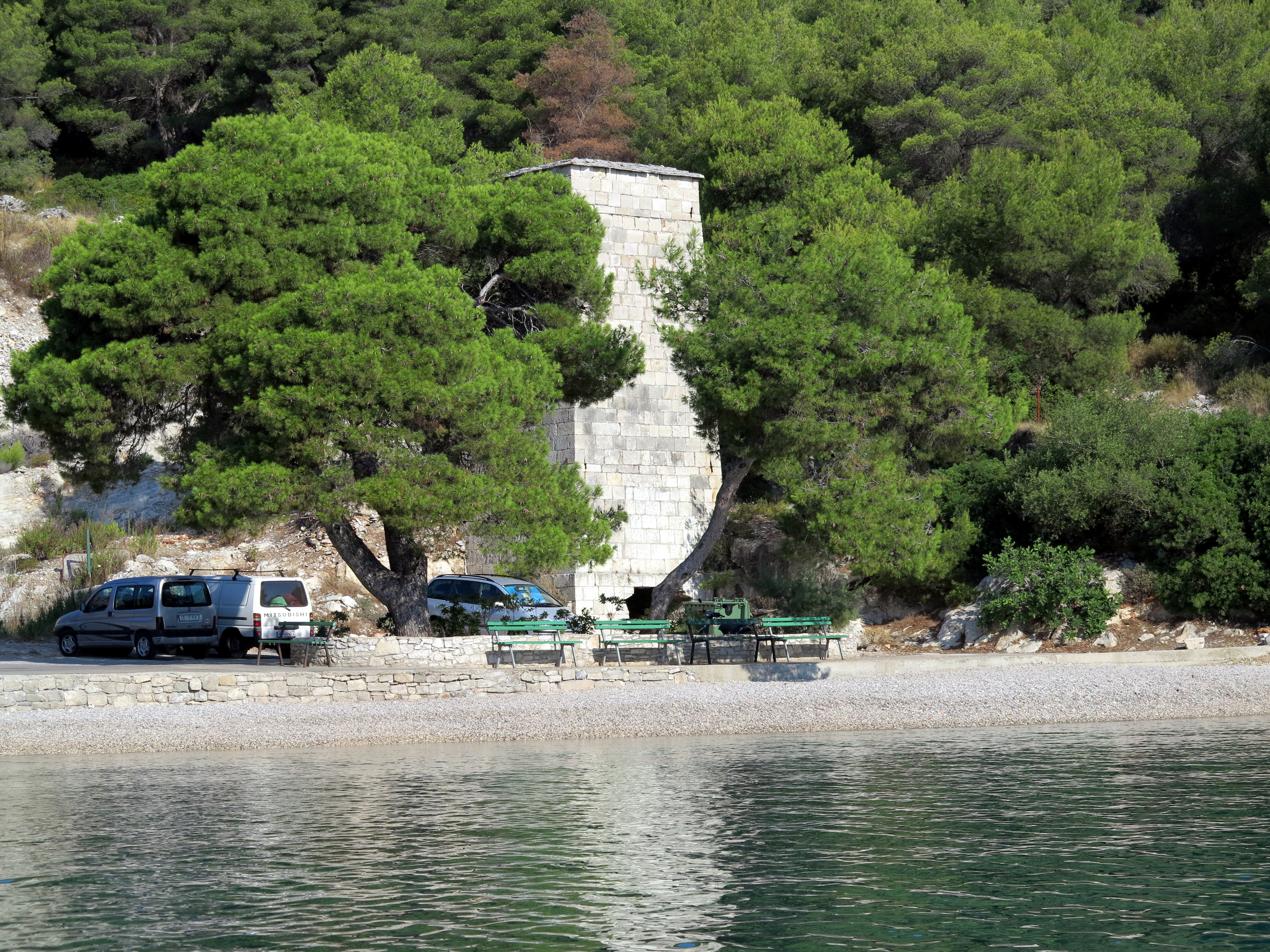
Kalkofenruine von 1916

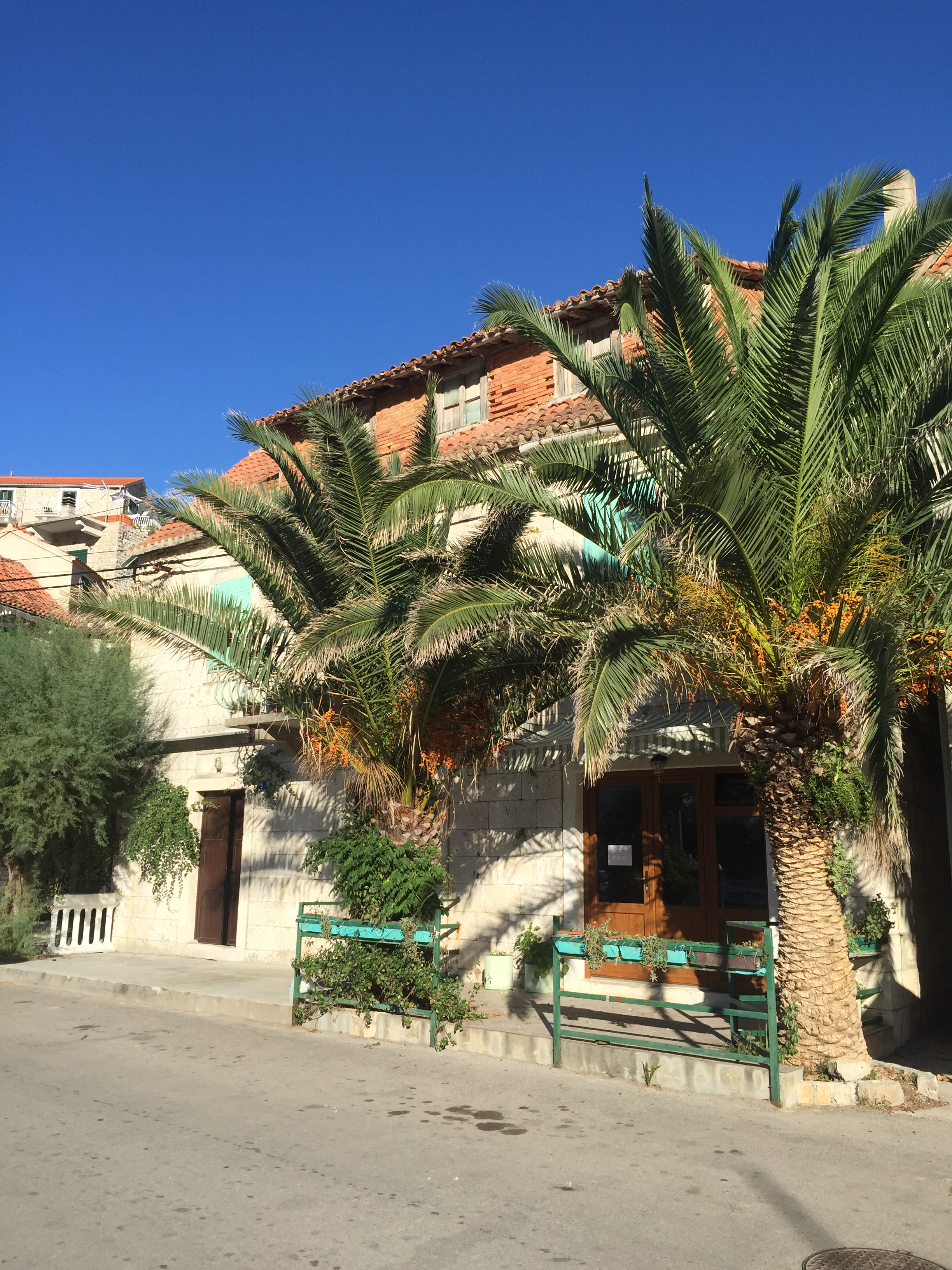
Nicht mehr existierende Palmen, fotografiert 2015

Stomorska ist die älteste Küstenortschaft von Šolta, die ab dem 17. Jahrhundert ausgebaut wurde. Zur Zeit der Österreichisch-Ungarischen Monarchie wird der Ort in der Verwaltung bis 1918 mit dem italienischen Namen Stomosca angeführt. Die Besiedlung ist aber viel älter. Oberhalb des Ortes findet sich eine Reihe von prähistorischen Hügelgräbern. Auf der Vela Straža gab es eine illyrische Festung. Während man zur Zeit des nahezu tausendjährigen römischen Friedens an der Küste siedelte, wurde dies im Mittelalter wieder gefährlicher. Da die Insel im Grenzgebiet zwischen Osmanischem Reich und der Republik Venedig lag, war die Gefahr von Plünderungen und Überfällen, insbesondere durch die Piraten von Omiš, groß, weshalb es über Jahrhunderte nur Orte im Inselinneren gab. Schon im 14. Jahrhundert wird Stomorska als die Bucht der Einwohner des zwei Kilometer entfernten Gornje Selo erwähnt. Der Name ist von der Kirche der Madonna Stomorina abgeleitet. Zu dieser Zeit gab es auf der Insel ein Kloster monasterium sanctae Mariae de Solta, das wahrscheinlich Ländereien um Stomorska besaß, wie die Adelsfamilie Cindro. Die Familie Bucič aus Hvar betrieb einst eine kleine Schiffswerft. Die Philippinermönche aus Split siedelten Familien zur landwirtschaftlichen Arbeit an. Das Kastell am Ende der Bucht wurde von den Cindros erbaut. Eine casella, ein kleines Häuschen, ein Desinfektionsgebäude für Schiffe, wurde im 18. Jahrhundert errichtet. Ähnliche gibt es in Rogač, zwischen Rogač und Nečujam, in Maslinica und in Straćinska. Der Anlegesteg mit Ankerplatz in der Bucht wurde Anfang des 19. Jahrhunderts erbaut. Die Kirche St. Nikolaus an der Ostseite der Ortschaft stammt aus dem Jahre 1870.
Die Insel liegt soweit südlich, dass Palmen wie die Dattelpalmen prächtig gedeihen. Der aus Malaysia über Afrika eingeschleppte Rote Palmen-Rüsselkäfer (Rhynchophorus ferrugineus) hat auch Stomorska erreicht und breitet sich mangels natürlicher Feinde weiter in Kroatien aus. Trotz behördlicher Verbote (in Kroatien seit 2009) wurde durch Nichteinhaltung der Quarantänemaßnahmen, gefälschten Ursprungspapieren und fehlende oder unsachgemäße Entfernung befallener Pflanzen der Palmenbebestand in Šolta auf unabsehbare Zeit zerstört. Im Hafen von Stomorska gab es vor wenigen Jahren noch mehr als zehn große Palmen.

## Bevölkerungsentwicklung
| Entwicklung der Bevölkerung seit 1857 | Entwicklung der Bevölkerung seit 1857 | Entwicklung der Bevölkerung seit 1857 | Entwicklung der Bevölkerung seit 1857 | Entwicklung der Bevölkerung seit 1857 | Entwicklung der Bevölkerung seit 1857 | Entwicklung der Bevölkerung seit 1857 | Entwicklung der Bevölkerung seit 1857 | Entwicklung der Bevölkerung seit 1857 | Entwicklung der Bevölkerung seit 1857 | Entwicklung der Bevölkerung seit 1857 | Entwicklung der Bevölkerung seit 1857 | Entwicklung der Bevölkerung seit 1857 | Entwicklung der Bevölkerung seit 1857 | Entwicklung der Bevölkerung seit 1857 | Entwicklung der Bevölkerung seit 1857 |
| ------------------------------------- | ------------------------------------- | ------------------------------------- | ------------------------------------- | ------------------------------------- | ------------------------------------- | ------------------------------------- | ------------------------------------- | ------------------------------------- | ------------------------------------- | ------------------------------------- | ------------------------------------- | ------------------------------------- | ------------------------------------- | ------------------------------------- | ------------------------------------- |
| 1857                                  | 1869                                  | 1880                                  | 1890                                  | 1900                                  | 1910                                  | 1921                                  | 1931                                  | 1948                                  | 1953                                  | 1961                                  | 1971                                  | 1981                                  | 1991                                  | 2001                                  | 2011                                  |
| 112                                   | 0                                     | 165                                   | 199                                   | 294                                   | 295                                   | 213                                   | 312                                   | 312                                   | 286                                   | 303                                   | 206                                   | 101                                   | 117                                   | 199                                   | 241                                   |